# Антифон
Антифо́н (грец. αντιφωνος — який звучить у відповідь) — діалогічний спосіб почергового співу двох частин хору, що ніби відповідають один одному. Антифон запозичений з старогрецької трагедії, де хор поділявся на два півхори. Антифоном називається також жанр літургійних піснеспівів, що виконуються хором у діалогічний спосіб. Не слід плутати із респонсорним співом, де протиставляються соліст і хор (ансамбль).
Антифонія — церковний спів, заснований на принципі змінного звучання двох хорів. Ведена в Католицькій церкві Амвросієм Медіоланським і вдосконалена за Папи Целестіна І. Тексти антифонів зазвичай складалися з закінчених духовних пісень чи віршів з Біблії.

## Антифони у візантійському обряді
У православній церкві, а також католицьких церквах візантійського обряду в наш час[коли?] антифони співаються на святковій вечірні, святковій чи недільній утрені, на літургії Івана Златоустого і Василя Великого.
- На вечірню антифоном служать вірші з 1, 2 і 3 псалмів.
- На утрені співаються так звані статечні антифони, темою яких послужили статечні псалми 119–133. Статечні антифони були написані в IX ст. в Студійському монастирі в Константинополі.
- На літургії антифонами є: в будні дні — вірші 9, 92, 94 псалмів, у недільні та святкові дні так звані образотворчі антифони 102, 145 псалми і блаженний, а у святкові дні, присвячені Ісусу Христу — особливі, святкові антифони.

Типи антифонів
- Антифони кафизми — так називають частини кафизм Псалтиря, оскільки статут призначає співати вірші кафізм поперемінно двом ликів.
- Антифони зображальні — з псалмів 102 і 145, співаються на літургії слідом за великою єктенію. Коли співаються образотворчі антифони, то замість третього антифону співаються Блаженні і між ними тропарі 3-й і 6-й або іншої пісні канон а утрені;
- Антифони повсякденні — складаються з псалмів 9, 92 і 94 та співаються замість Блаженних і зображальних псалмів, коли в статуті не зазначені пісні канону для співу на Блаженних,
- Святкові антифони — антифони, співаються в дванадесяті свята. Святкові антифони на літургії складені з віршів різних псалмів, відповідно до змісту свята. Ці вірші псалмів чергуються або з особливими приспівами, «Молитвами Богородиці» і «Спаси нас, Сину Божий», або з тропарем самого свята.
- Антифони степенні — ранкові недільні антифони, складені, імовірно, святим Іваном Дамаскином щодо 15 псалмів (від 119 до 133), що співали паломники при вході до Єрусалимського храму. Степенних антифонів вісім — за кількістю гласів. Кожен складений з трьох частин для кожного голосу, крім 8-го, де їх чотири. Ці співи аскетичного змісту, в них говориться про очищення і виправлення душі від пристрастей і гріха. Співаються вони на особливий наспів. До кожного приєднано в кінці прославляння Святого Духу.

## Антифони у латинському обряді
У минулому антифон поновлювався після кожного псалмового вірша. Нині вірші виконуються здебільшого поспіль (включаючи малу доксологію в кінці псалмового блоку). Таким чином, антифон звучить тільки двічі (на початку і в кінці композиції) і втрачає своє первинне значення рефрену.
Антифон (поряд із розспівом псалмів) — найуживаніший жанр Григоріанського хоралу і найпоширеніша форма в офіції і меси католиків. До особливих моментів служби приурочені інвітаторій (лат. invitato rium) — передпочатковий антифон, інтройт (introitus) — вхідний антифон меси, комуни (communio) — причетний антифон, і т. д. тощо
Псалми виконуються антифоном двома групами співочих, проте сам антифон співається хором, без поділу на групи. Тон, на який виспівується псалом, завжди відповідає ладу антифону. Закінчення псалма з'єднується з початком антифону за допомогою стереотипної мелодійної фрази — диференції (differentia; в нотах позначається «euouae» — голосними тексту «seculorum amen» — «[на віки] віків амінь»). Мелодії антифонів, як правило, невеликі за обсягом і містять незначні розспіви складів (належать до класу співів невматичного типу).
Виняток складають:
- чотири Богородичні антифони: «Alma Redemptoris mater» («Благодатна Мати Спасителя»), «Ave regina caelorum» («Радуйся, Царице небес»), «Regina caeli» («Цариця неба») и «Salve regina» («Вітай, Царице»); всі вони виконуються без псалми і структурно нагадують гімни;
- сім «великих», званих також «О-антифонами» (antiphonae maiores, починаються з вигуку «о»): O sapientia, O Adonai, O radix Jesse, O clavis David, O Oriens, O rex gentium, O Emmanuel (О…. Премудрість, Господь, корінь Єссеїв, ключ Давидів, Схід, Царю народів, Еммануель). Перші букви о-антифонів в порядку від кінця до початку утворюють акростих ERO CRAS («Се гряду»);
- процесійні антифони, приурочені до свят церковного року (Вербна неділя, тиждень перед Вознесінням тощо) і спеціальних церковних служб (освячення храму, коронації, поховання тощо), під час яких здійснювався хода (нині, зі скороченням кількості процесій на католицькому ритуалі, процесійні антифони практично зникли).

Мелодії цих особливих антифонів відрізняються довжиною, деякі процесійні і всі Маріанські антифони написані в мелізматичнім стилі.
Названі літургійні, структурні та музичні особливості антифону відображають традицію католицького богослужіння до Другого Ватиканського собору, що радикально переглянув католицькі богослужіння головним чином у бік спрощення.
Антифони офіція зібрані у співочій книзі, яка носить назву Антифонарій. Антифони меси знаходяться в градуалі. Існують і інші (менш поширені) види співочих книг, що містять антифони. Основу вивчення історичних форм західних антифонів (тільки текстів, але не музики) заклав чернець бенедиктинського абатства в Солеме (Франція) Рене Есбер, який досліджував і класифікував понад 1000 рукописів.
Антифон псалмодії слід відрізняти від антифону як жанру (який в католицькому співочому побуті виконується всім хором, без поділу на групи), хоча походження «антифону» пов'язане (у тому числі і етимологічно) з «антифонним співом». У етномузиковеденії термін «антифонний спів» став вживатися в типологічному сенсі і нині відноситься до відповідного типу хорового виконання у різних музичних культурах — письмових та усних (в тому числі в російській музичному фольклорі).